# Lennard Hofstede
Lennard Hofstede (Poeldijk, 29 de diciembre de 1994) es un ciclista neerlandés que fue profesional entre 2013 y 2023.

## Palmarés
2016
- Rhône-Alpes Isère Tour, más 1 etapa

## Resultados en Grandes Vueltas
Durante su carrera deportiva consiguió los siguientes puestos en las Grandes Vueltas:
| Carrera | Carrera         | 2013 | 2014 | 2015 | 2016 | 2017 | 2018  | 2019  | 2020 | 2021  | 2022 | 2023 |
| ------- | --------------- | ---- | ---- | ---- | ---- | ---- | ----- | ----- | ---- | ----- | ---- | ---- |
|         | Giro de Italia  | —    | —    | —    | —    | —    | 144.º | —     | —    | —     | —    | —    |
|         | Tour de Francia | —    | —    | —    | —    | —    | —     | —     | —    | —     | —    | —    |
|         | Vuelta a España | —    | —    | —    | —    | Ab.  | —     | 152.º | 51.º | 128.º | —    | —    |

—: no participa

Ab.: abandono